# Капу-Кимпулуй
Капу-Кимпулуй (рум. Capu Câmpului) — комуна у повіті Сучава в Румунії. До складу комуни входить єдине село Капу-Кимпулуй.
Комуна розташована на відстані 341 км на північ від Бухареста, 26 км на південний захід від Сучави, 127 км на захід від Ясс.

## Населення
У 2009 року у комуні проживали 2463 особи.